# واهاگن گریگوریان (نثرنویس)
واهاگن واهانی گریگوریان (ارمنی: Վահագն Վահանի Գրիգորյան؛ زادهٔ ۲۷ مارس ۱۹۴۲) رمان‌نویس و مترجم اهل ارمنستان است.

## زندگی‌نامه
وی در ۲۷ مارس ۱۹۴۲ در ایروان به دنیا آمد و از دانشکده فلسفه دانشگاه دولتی ایروان فارغ‌التحصیل گشت.وی عضو اتحادیه نویسندگان ارمنستان است. وی برنده جوایزی همچون مدال موسس خورناتسی است.